# Lonemore (Sutherland)
Lonemore (Schots-Gaelisch: An Lòn Mòr) is een dorp op de noordelijke oever van de Dornoch Firth in de Schotse lieutenancy Sutherland in het raadsgebied Highland.
Ongeveer 1 kilometer ten noordwesten van Lonemore ligt Skibo Castle.